# Atletica leggera ai XVII Giochi paralimpici estivi - 100 metri piani T38 femminili
Ai XVII Giochi paralimpici estivi la competizione dei 100 metri piani femminili T38 si è svolta il 31 agosto 2024 presso lo Stade de France di Parigi.

## Situazione pre-gara

### Record
Prima di questa competizione, il record del mondo, il record paralimpico e i record continentali erano i seguenti.
| Record              | Prestazione | Atleta                                  | Data e luogo                                | Competizione                         |
| ------------------- | ----------- | --------------------------------------- | ------------------------------------------- | ------------------------------------ |
| Record mondiale     | 12"38       | Sophie Hahn Gran Bretagna               | 28 agosto 2021 Tokyo, Giappone              | XVI Giochi paralimpici estivi        |
| Record paralimpico  | 12"38       | Sophie Hahn Gran Bretagna               | 28 agosto 2021 Tokyo, Giappone              | XVI Giochi paralimpici estivi        |
| Record africano     | 13"65       | Sonia Mansour Tunisia                   | 9 settembre 2008 Pechino, Cina              | XIII Giochi paralimpici estivi       |
| Record panamericano | 12"49       | Darian Faisury Jimenez Sanchez Colombia | 28 agosto 2021 Tokyo, Giappone              | XVI Giochi paralimpici estivi        |
| Record asiatico     | 12"97       | Chen Junfei Cina                        | 22 ottobre 2015 Doha, Qatar                 | Campionati mondiali paralimpici 2015 |
| Record europeo      | 12"38       | Sophie Hahn Gran Bretagna               | 28 agosto 2021 Tokyo, Giappone              | XVI Giochi paralimpici estivi        |
| Record europeo      | 12"38       | Sophie Hahn Gran Bretagna               | 12 novembre 2019 Dubai, Emirati Arabi Uniti | Campionati mondiali paralimpici 2019 |
| Record oceaniano    | 12"91       | Rhiannon Clarke Australia               | 11 luglio 2023 Parigi, Francia              | Campionati mondiali paralimpici 2023 |

### Campionesse in carica
Le campionesse in carica a livello mondiale erano le seguenti.
| Campionessa | Atleta                    | Prestazione | Data e luogo                   | Competizione                         |
| ----------- | ------------------------- | ----------- | ------------------------------ | ------------------------------------ |
| Paralimpica | Sophie Hahn Gran Bretagna | 12"38       | 28 agosto 2021 Tokyo, Giappone | XVI Giochi paralimpici estivi        |
| Mondiale    | Luca Ekler Ungheria       | 12"85       | 19 maggio 2024 Kōbe, Giappone  | Campionati mondiali paralimpici 2024 |

### La stagione
Prima di questa gara, le atlete con le migliori tre prestazioni mondiali dell'anno erano:
| Pos. | Atleta                          | Prestazione | Data e luogo                       |
| ---- | ------------------------------- | ----------- | ---------------------------------- |
| 1    | Sophie Hahn Gran Bretagna       | 12"55       | 20 luglio 2024 Londra, Regno Unito |
| 2    | Linda Maria Manthopoulou Grecia | 12"62       | 13 giugno 2024 Parigi, Francia     |
| 3    | Luca Ekler Ungheria             | 12"68       | 25 maggio 2024 Eugene, Stati Uniti |